# Episodi di Skylanders Academy (prima stagione)
La prima stagione della serie a cartoni animati Skylanders Academy è stata trasmessa in prima visione su Netflix il 28 ottobre 2016.
| nº | Titolo originale             | Titolo italiano                       | Prima TV        |
| -- | ---------------------------- | ------------------------------------- | --------------- |
| 01 | Skylanders Unite!            | Skylanders uniti!                     | 28 ottobre 2016 |
| 02 | My Way or the Sky Way        | La recluta                            | 28 ottobre 2016 |
| 03 | Missing Links                | Anelli mancanti                       | 28 ottobre 2016 |
| 04 | Dream Girls                  | La ladra di sogni                     | 28 ottobre 2016 |
| 05 | The Hole Truth               | Fuga da Scrocchianembi                | 28 ottobre 2016 |
| 06 | Space Invaders               | Nella mente di Kaos                   | 28 ottobre 2016 |
| 07 | Anger Mismanagement          | Furia esplosiva                       | 28 ottobre 2016 |
| 08 | Pop Rocks                    | Pop rockstar                          | 28 ottobre 2016 |
| 09 | Beard Science                | La scienza della barba                | 28 ottobre 2016 |
| 10 | The Skylands Are Failing!    | Le Skylands sono in pericolo          | 28 ottobre 2016 |
| 11 | Crash Landing                | Lontano da casa                       | 28 ottobre 2016 |
| 12 | Assault on Skylander Academy | Attacco all'Accademia degli Skylander | 28 ottobre 2016 |

## Spyro diventa uno Skylander
- Titolo originale: Skylanders Unite!
- Diretto da: Arthur Qwak
- Scritto da: Eric Rogers

### Trama
In un'isola delle Skylands nasce un drago viola di nome Spyro. Il piccolo viene attaccato da tre Greebles che vogliono mangiarlo, ma dà subito prova della sua forza nonostante la tenera età riuscendo a sconfiggerli tutti. Poco dopo Spyro viene trovato da Padron Eon, un potente e saggio mago, che decide di prenderlo con sé e portarlo alla sua accademia degli Skylander. Passano gli anni e Spyro diventa uno dei più abili studenti dell'accademia, nonostante abbia un ego esagerato, e ha come amici la ninja elfo Stealth Elf e l'essere magmatico Eruptor con i quali vive insieme. Il giorno prima degli Skylander Games, che decideranno quali degli studenti diventeranno nuovi Skylander, Spyro organizza una festa, ma il giorno dopo non riesce a svegliarsi in tempo e arriva proprio mentre Eon stava quasi per concludere i giochi. I nuovi Skylander promossi sono Stealth Elf, Eruptor e Bad Breath, mentre Spyro, a causa della sua noncuranza che lo aveva portato a fare degli errori, viene bocciato insieme alla drow Hex. Contemporaneamente Kaos, uno stregone malvagio che sogna di distruggere gli Skylander, insieme al suo fidato assistente troll Glumshanks, organizza un piano per prendere il Libro degli Skylander durante la cerimonia, il quale è legato a ogni Skylander presente nelle sue pagine permettendo così a Kaos di distruggerli tutti. Nel frattempo Spyro è giù di morale, ma dopo essere stato confortato da Elf decide di andare allo stadio per dare supporto ai suoi amici. Proprio quando Eon ha finito di disegnare i nuovi Skylander sul libro, Kaos si fa avanti e lo congela, riflettendone l'effetto su tutti gli Skylander. Attirato dal panico, Spyro (che in una bancarella aveva preso una merenda e un succo) combatte contro Kaos e nonostante sembra tenergli testa viene alla fine sconfitto e lanciato in una bolla oscura. Subito dopo, Kaos decide di distruggere la biblioteca dell'accademia, scoprendo un passaggio nascosto in una libreria che porta alla Sala delle Reliquie. In essa Kaos trova una mappa e la memorizza con la sua magia. Eon contatta telepaticamente Spyro per cercare di fermare Kaos, e sentendosi chiamare Skylander il draghetto viola trova la forza per liberarsi dalla bolla oscura e ritornare all'accademia dove affronta di nuovo Kaos, riuscendo a scongelare il libro e con esso tutti gli Skylander che insieme sconfiggono Kaos e Glumshanks. Per il suo coraggio e la sua nuova umiltà, Padron Eon rende Spyro uno Skylander a tutti gli effetti, ma contemporaneamente Kaos rivela a Glumshanks che la mappa memorizzata rivela la posizione del Nucleo di Luce, il cuore dell'equilibrio tra luce e buio di tutte le Skylands, e che è intenzionato a trovarlo per gettare tutte le Skylands nell'oscurità.

## Jet-Vac e i problemi
- Titolo originale: My Way or the Sky Way
- Diretto da: Arthur Qwak
- Scritto da: Eric Rogers

### Trama
Padron Eon chiama gli Skylander per risolvere un problema delle tubature dell'accademia. Arrivati sul posto Jet-Vac comincia a formulare un piano articolato e lungo, così Spyro decide di fare a modo suo e risolve il problema. Stanco del fatto che i membri della squadra non siano metodici come lui, Jet-Vac decide di trasferirsi a casa di Spyro, Stealth Elf ed Eruptor per renderli dei veri Skylander. Contemporaneamente Kaos non riesce più a materializzare l'immagine della mappa del Nucleo di Luce, e su ordine di sua madre Kaossandra si vede costretto a trovare un lavoro presso un bar di ventrigli diventandone la mascotte, mentre Glumshanks è costretto a servire Kaossandra, che però sono in segreto amici intimi. Quando però Kaos fa levitare la freccia del suo costume, scopre che è in grado di ipnotizzare le persone, così decide di sfruttare la cosa a suo vantaggio. Intanto Padron Eon richiama di nuovo gli Skylander per estinguere un incendio nella Falling Forest, ma Jet-Vac decide prima di leggere le istruzioni dei loro Super Charger, e quando finalmente arrivano alla Falling Forest scoprono che sono passate tre ore e che l'incendio è stato domato da Kaboom e Snap Shot. Venuto a sapere di ciò, Eon si incontra insieme a Hugo in un locale con Jet-Vac consigliandogli che a volte è meglio seguire il proprio istinto. Quando sia Jet-Vac che Eon se ne sono andati, Kaos riesce a ipnotizzare Hugo e a ordinargli di aprire la sala nascosta nella biblioteca dell'accademia. Proprio nella biblioteca Jet-Vac decide di scusarsi con Spyro, rivelandogli che in passato era proprio come lui ma che è stata la paura delle conseguenze per le proprie azioni a renderlo così burbero e ligio al dovere. Proprio in quel momento Kaos riesce a farsi aprire la porta segreta da Hugo ma finisce per essere smascherato e sconfitto proprio da Jet-Vac, riuscendo però a scappare. Jet-Vac decide di trasferirsi permanentemente nella casa di Spyro, Elf ed Eruptor, insieme al professor Pop Fizz che si è stabilito nella cantina.

## Un nuovo membro
- Titolo originale: Missing Links
- Diretto da: Arthur Qwak
- Scritto da: Josh Haber

### Trama
Gli Skylander sono diventati una squadra, ma il loro lavoro di squadra risulta inefficace dato che non riescono a superare un semplice test di addestramento contro la simulazione di una vipera di fuoco. Per aiutarli a trovare la radice di questo problema, il vecchio amico di Eon, il maestro King Pen, decide di aiutarli dando loro l'opportunità di costruire un nuovo compagno per la squadra usando la loro immaginazione: il risultato è uno Skylander chiamato Cy. Contemporaneamente Kaos non riesce a concentrarsi per copiare la mappa del Nucleo di Luce, così Glumshanks decide di portarlo in aree relax per aiutarlo a rilassarsi. Intanto gli Skylander decidono di allenare Cy in modo da migliorare come squadra, ma sebbene sia equipaggiato con i poteri conferitigli, Cy combatte come ciascuno degli Skylanders gli mostra come usare i propri poteri insistendo sul fatto che il loro stile sia superiore, fallendo di nuovo la simulazione contro la vipera di fuoco, e portando King Pen a pensare che ci sia qualcosa che non va in Cy e che dovrà smontarlo per capire il problema. Quando però la squadra viene attaccata da una vera vipera di fuoco capiscono che Cy non deve comportarsi come loro ma a modo suo. Usando questo consiglio, Cy usa i suoi poteri in modo autonomo e insieme riescono a battere la vipera di fuoco, e con gioia di Padron Eon e King Pen gli Skylander capiscono che devono unire i loro poteri per vincere come una squadra. Nel frattempo i vari tentativi di Glumshanks di rilassare Kaos hanno avuto l'effetto contrario, che decide di punirlo facendogli fare una lunga fila alla motorizzazione. Ciò fa angosciare Glumshanks da rendere Kaos felice e a rimaterializzare la mappa per il Nucleo di Luce. Quello che Kaos non sa è che Padron Eon ha spostato il Nucleo in un posto più sicuro.

## La ladra di sogni
- Titolo originale: Dream Girls
- Diretto da: Arthur Qwak
- Scritto da: Josh Haber, Joanna Lewis, e Kristine Songco

### Trama
Stealth Elf è selezionata per dare una conferenza SED (Abilità, Elementi e Difesa), anche se esprime dei dubbi sul fatto che sia capace di dare consigli degni. Nel frattempo, tutti all'Accademia, compresi i suoi compagni di squadra, improvvisamente condividono la paura irrazionale di Hugo per le pecore, portando Stealth Elf a dedicarsi alla scoperta della causa. Intanto Kaos è chiuso nel suo rifugio insieme a Glumshanks in quanto sua madre non vuole che gli Skylander lo considerino una minaccia troppo grande per mandarlo in prigione, perciò Glumshanks gli consiglia di mettere in ordine le sue cose per farsi perdonare e tornare a essere libero (ostacolandolo di nascosto sempre su consiglio di Kaossandra). Alla fine però Kaos riesce lo stesso a evadere ed entrano in un portale che secondo lui li manderà al Nucleo di Luce. Intanto Elf capisce che tutti i presenti dell'accademia sono stati contratti dalla "pecorafobia" tranne lei, scoprendo che tutto è cominciato durante la notte e mettendo insieme i pezzi scopre che la causa è Dreamcatcher, una cadetta in grado di entrare nel mondo dei sogni. Addormentatasi Elf viene subito attaccata da Dreamcatcher, la quale le rivela che è rimasta annoiata dalla vita dell'accademia, soprattutto in quanto gli è stata imposta dai suoi genitori per migliorare il proprio carattere, e abbia così deciso di usare i suoi poteri per tormentare i sogni. In un primo momento Elf è in difficoltà, ma capendo che si tratta del suo sogno riesce a ostacolare il potere di Dreamcatcher e sconfiggerla al suo stesso gioco. Risvegliatasi Elf arriva appena in tempo per fare un discorso entusiasmante all'accademia, portandosi dietro Dreamcatcher che viene espulsa e portata insieme a Kaos e Glumshanks, arrivati lì per sbaglio, alla prigione di Scrocchianuvoi

## Fuga da Scrocchianembi
- Titolo originale: The Hole Truth
- Diretto da: Arthur Qwak
- Scritto da: Dean Stefan

### Trama
Spyro, Stealth Elf ed Eruptor scortano Kaos, Glumshanks e Dreamcatcher alla prigione di Scrocchianuvole gestita da Snap Shot, e come da regolamento passeranno un giorno come guardiani della prigione, sede dei peggiori criminali di Skylands, inclusi i famigerati Doom Raiders, formati dal lupo mannaro Wolfgang, dal malvagio chef Pepper Jack, il mago Chompy Mage, il broccolo parlante Broccoli Guy e il loro capo Golden Queen. I Doom Raiders, ai quali si è unita Dreamcatcher, decidono di usare i tre Skylander a loro vantaggio e li ingannano facendosi mandare nella Buca, l'area di massima sicurezza della prigione: il loro piano è di usare Kaos come esca e nel frattempo combinare i loro poteri per creare un tunnel interdimensionale ed evadere. Quando però anche Kaos viene mandato nella buca Snap Shot viene a sapere della cosa e rivela tutto a Spyro, Elf ed Eruptor, capendo di aver sottovalutato la situazione in quanto solo un prigioniero può essere mandato nella Buca, ma era una regola talmente elementare che non è stata scritta nel manuale della prigione. Gli Skylander decidono così di scendere anche loro nella Buca per cercare di fermare i Doom Raiders ma non fanno in tempo e riescono a riprendere solo Kaos, il quale approfitta di un loro attimo di distrazione dovuto all'arrivo di Snap Shot e delle guardie per fuggire nel condotto fognario ed evadere grazie a Glumshanks. Gli Skylander sono segnati da questa esperienza ma si promettono di ricatturare i Doom Raiders prima che possano devastare le Skylands.

## Povera Stealth Elf!
- Titolo originale: Space Invaders
- Diretto da: Arthur Qwak
- Scritto da: Duane Capizzi

### Trama
I Doom Raiders si sono rifugiati nel castello di Kaos ma si sentono anche padroni del posto e non fanno altro che umiliarlo; tra l'altro Kaos scopre che Golden Queen e sua madre Kaossandra sono vecchie amiche. Nel frattempo, gli Skylander e Eon si ritirano nella Falling Forest per migliorare le loro capacità di combattimento e il lavoro di squadra, ma lentamente si trasforma in un campeggio con sgomento di Stealth Elf. Vengono però presto interrotti da una proiezione astrale della testa di Kaos e nella lotta Stealth Elf vi finisce dentro, ma nel tentativo di liberarsene Kaos ritorna nel suo corpo, intrappolando senza saperlo Elf nella sua stessa mente. Per uscire dalla testa di Kaos Elf decide di controllarlo, risolvendo una disputa causata da Kaos contro Wolfgang ed entrando di soppiatto all'accademia dove gli altri sono in lutto per la sua presunta dipartita, riuscendo a convincerli ad aiutarla a fuggire. Kaos, che aveva guadagnato un po' di rispetto tra i Doom Raiders grazie all'involontario aiuto di Elf, torna ad essere umiliato da loro.

## Un'arrabbiatura da record
- Titolo originale: Anger Mismanagement
- Diretto da: Arthur Qwak
- Scritto da: Eric Rogers e Josh Haber

### Trama
Eruptor non riesce più a controllare le proprie emozioni soffrendo di attacchi di rabbia, e questo provoca problemi con le missioni della squadra quando manda all'aria il loro ultimo tentativo di catturare Pepper Jack. Eon e gli altri lo convincono a seguire un corso di gestione della rabbia guidato da Hugo per mantenere sotto controllo il suo temperamento focoso in modo che sia più in equilibrio. Nel frattempo Pepper Jack e Kaos si infiltrano nell'annuale concorso di chili degli Skylanders con l'obbiettivo di rendere inoffensivi tutti gli Skylander con un chili avvelenato e a far saltare in aria l'accademia con una bomba. Quando Eruptor torna alla gara si accorge di cosa è successo ma anche su consiglio di Eon e dei suoi compagni non riesce più a scatenare il suo fuoco interiore; a quel punto Pop Fizz gli rivela di essere lui che si mangia tutti i suoi cereali, e ciò fa arrabbiare così tanto Eruptor il quale ritorna quello di sempre e atterra dentro l'accademia, proprio mentre Kaos e Pepper Jack stanno accendendo la bomba. Inavvertitamente, però, è proprio Eruptor a innescarla, così mentre Kaos e Pepper Jack fuggono decide di mangiarla all'ultimo secondo esplodendo, ma ricompattandosi davanti ai suoi amici ormai ripresisi, e finalmente ottiene il controllo delle sue emozioni.

## Il festival musicale
- Titolo originale: Pop Rocks
- Diretto da: Arthur Qwak
- Scritto da: Jesse Porter

### Trama
Gli Skylander hanno in programma di partecipare allo Skylands Music Festival per fermare Wolfgang, il quale intende usare la musica della sua arpa d'osso per trasformare la folla in un esercito di automi senza cervello. Pop Fizz è particolarmente determinato a fermarlo in quanto una volta lui e Wolfgang avevano formato un duo rock conosciuto come "Pop and the gang", ma poco a poco Wolfgang cominciò a diventare talmente narcisista da voler essere l'unico sul palco e grazie alla sua arpa d'osso era in grado di convincere il pubblico invece di conquistarlo con della vera musica, e questo portò i due a separarsi. Pop crea una pozione in grado di difenderli dall'incantesimo di Wolfgang, e come consuetudine la sperimenta su sé stesso, ma invece di avere l'effetto desiderato la pozione fa rivivere i suoi ricordi prima che diventasse uno Skylander. Gli Skylander decidono comunque di procedere con il piano e si dirigono allo Skylands Music Festival. Intanto Wolfgang insieme a Kaos e Glumshanks si infiltra al concerto ipnotizzando Kaboom che svolge il ruolo di buttafuori riuscendo a entrare, ma la sua arpa si rompe prima che Kaos e Glumshanks riescano a entrare. Nel frattempo gli Skylander riescono a entrare tutti tranne Spyro, che non è riuscito a ricevere il biglietto, il quale si imbatte in Kaos e nella colluttazione finiscono per inseguirsi all'interno dell'edificio, mentre Glumshanks riesce a prendere un biglietto. Nel frattempo Pop Fizz sale dietro le quinte del palco e incontra Wolfgang, il quale, scoprendo la sua amnesia, la usa per far credere a Pop di essere ancora una band e poter accedere facilmente al palco e attuare il suo piano. Nel momento in cui si esibiscono Wolfgang ipnotizza tutti i presenti tranne Pop, che vedendo ciò che sta facendo il suo vecchio amico recupera la sua memoria e riesce a sconfiggerlo in una battaglia musicale e a portare alla sua cattura e a quella di Kaos. Pop è orgoglioso di essere di nuovo salito sul palco, ma la sua inesperienza lo porta a essere stonato nel bis.

## Un furto di barba
- Titolo originale: Beard Science
- Diretto da: Arthur Qwak
- Scritto da: Josh Haber

### Trama
Mentre sta tenendo una lezione Padron Eon avverte un fremito nella sua barba, segno che sta per accadere qualcosa di terribile: infatti scopre che Broccoli Guy sta attuando un piano all'interno dell'accademia e riesce a fermarlo. Eon spiega agli Skylander che quando costruì l'accademia la supervisionò personalmente, al punto che si dimenticò di radersi la barba ma che essa divenne la principale fonte del suo potere magico, motivo per cui continua a curarla. Intanto Kaos continua a non avere successo nei suoi tentativi di attirare l'attenzione di Golden Queen, che sembra avere un'infatuazione per i capelli, così decide di usare un incantesimo per ottenere una nuova pettinatura e finisce per rubare la barba di Eon e riesce a ottenere immediatamente il rispetto da parte di tutti, inclusa Golden Queen. Allo stesso tempo, Eon si rende completamente invisibile agli occhi di tutti presso l'accademia, e senza potere o abilità nel farsi rispettare decide di lasciarla. Finisce però al picnic al quale partecipano Kaos, Golden Queen e Glumshanks e dopo un combattimento riesce a riprendersi la barba. Tornato all'accademia finalmente gli Skylander riescono a notarlo, mentre Kaos viene di nuovo rifiutato da Golden Queen.

## Gli Skylander sono in trappola!
- Titolo originale: The Skylands Are Failing!
- Diretto da: Arthur Qwak
- Scritto da: Eric Rogers e Brittany Jo Flores

### Trama
Quando gli Skylander non riescono a impedire a Bomb Shell di distruggere la statua della Barba di Bronzo di Padron Eon, Spyro convince Pop Fizz a costruire il "Malescopio", una macchina che usa una lente incantata di Kaos in grado di vedere il futuro e modificata da lui stesso per errore, e donata a loro da Glumshanks durante il mercatino, in grado di rilevare il male prima che possa essere messo in atto. Gli Skylander riescono così a scongiurare qualsiasi minaccia, ma Spyro comincia a usare ossessivamente il Malescopio con lo scopo di fermare il male in tutte le Skylands, lasciando gli altri Skylander e persino i malvagi a godersi le proprie vite nei modi più compiacenti. Dopo qualche giorno, però, ai confini di Skylands si forma una gigantesca palla oscura che sta risucchiando ogni cosa, così Spyro decide di fermarla da solo ma viene assorbito anche lui e dato per morto da tutti. In realtà Spyro è ancora vivo ma all'interno del globo, e attraverso delle crepe si rende conto che le sue azioni volte a scacciare il male hanno causato un grande squilibrio che porterà alla distruzione totale delle Skylands, realizzando così di essere egli stesso il male che cercava di fermare. Spyro tuttavia capisce che usando pensieri negativi potrà distruggere la palla, e così fa distribuendo di nuovo il male nelle Skylands riportando l'equilibrio e tornando dai suoi amici. In quel momento però qualcun altro è presente nella biblioteca con loro: Crash Bandicoot.

## Crash Bandicoot
- Titolo originale: Crash Landing
- Diretto da: Arthur Qwak
- Scritto da: Eric Rogers e Brittany Jo Flores

### Trama
Dopo che Crash Bandicoot è stato trasportato in qualche modo nelle Skylands a causa della distruzione della palla oscura Padron Eon cerca di farlo tornare nel suo mondo, ma scopre che il suo potere non basta e che serve una reliquia oscura affinché luce e oscurità convergano e possa lanciare un incantesimo per un varco interdimensionale. Gli Skylander decidono così di aiutarlo provando a trovare una reliquia oscura nella Falling Forest, tuttavia la foresta priva gli Skylander dei loro poteri tranne Crash in quanto non originario delle Skylands, e anche a causa di ciò Spyro inizia a idolatrarlo e tenta persino di imitarlo. Intanto Kaos si intrufola nel castello dove prende di soppiatto il libro di magia oscura di sua madre cercando di diventare un potente stregone, scoprendo però che Kaossandra ha imposto un sigillo magico in modo che nessuno potesse aprirlo così, accompagnato da Glumshanks, decide di trovare un mago che lo aiuti. Nel frattempo gli Skylander si imbattono in Chompy Mage che riesce a rapire Spyro per utilizzarlo nel rituale di evocazione dei Chompy, venendo in seguito raggiunto anche da Kaos e Glumshanks. Tra i due parte subito un acceso baratto a causa del libro, ma quando Chompy Mage cerca di prenderlo con la forza viene tramortito da Kaos, i cui poteri sono misteriosamente aumentati. Gli Skylander, aiutati da Crash, riescono a trovarli e dopo una battaglia salvano Spyro e riescono a prendere il libro mettendo in fuga Kaos, Glumshanks e Chompy Mage. Portato il libro da Eon costui riesce a lanciare l'incantesimo e Crash, dopo aver salutato i suoi nuovi amici, ritorna nel suo mondo; tuttavia lo sforzo indebolisce così tanto Eon che lo costringe a riposarsi, e nel frattempo studiare di più il libro di Kaossandra. Nel frattempo Kaossandra scopre il furto ad opera del figlio e lo rimprovera severamente, per poi decidere di andare all'Accademia degli Skylander e tentare di recuperarlo prima che lo facciano altre persone indesiderate; contemporaneamente Chompy Mage riferisce della sua scoperta ai Doom Raiders.

## Attacco all'Accademia degli Skylander
- Titolo originale: Assault on Skylander Academy
- Diretto da: Arthur Qwak
- Scritto da: Eric Rogers

### Trama
Eon si ammala gravemente dopo aver usato il libro dell'oscurità, così consiglia agli Skylander di andare alla Cittadella e prendere un'energia di luce benefica che possa guarirlo. Nel frattempo Kaossandra decide di andare all'Accademia degli Skylander per riprendersi il libro, ordinando a Glumshanks di tenere impegnato Kaos; tuttavia, da quando è entrato in contatto con il libro, Kaos si è visto aumentare i propri poteri e così costringe Glumshanks a seguirlo all'accademia. Intanto i Doom Raiders decidono di attaccare l'accademia, ma vengono respinti dai cadetti. Kaossandra, ora che la sicurezza nell'accademia è aumentata, arriva a proporre un accordo con Golden Queen: l'aiuteranno a riprendere il suo libro mentre loro si terranno l'accademia; nel frattempo anche Kaos è arrivato e ha sconfitto tutti i presenti all'accademia, ma nonostante tutto la sua presenza non viene vista di buon occhio dalla madre. Intanto gli Skylander arrivano alla Cittadella, e dopo aver superato diversi enigmi scoprono che la fonte in grado di guarire Padron Eon è il Nucleo di Luce. All'accademia Kaos, GLumshanks, Kaossandra e i Doom Raiders entrano nella Sala delle Reliquie dove si è rifugiato Padron Eon, ma Golden Queen non mantiene la parola. Kaos si vede costretto a scegliere da che parte schierarsi, ma alla fine si allea con i Doom Raiders, costringendo Kaossandra a cacciarlo e a usare un potente incantesimo per mettere tutti fuori combattimento e andarsene con Glumshanks, ma è costretta a lasciare indietro il libro. I Doom Raiders con Kaos si ritirano mentre gli Skylander ritornano con l'energia del Nucleo di Luce per curare Eon. Completamente guarito, Eon afferma che nasconderà il libro in un posto sicuro dove nessuno può trovarlo, ma in verità lo restituisce a Kaossandra; si scopre che i due sono segretamente alleati e che stanno trattenendo un male molto più potente e sinistro.